# Calophyllum cerasiferum
Calophyllum cerasiferum är en tvåhjärtbladig växtart som beskrevs av Vesque. Calophyllum cerasiferum ingår i släktet Calophyllum och familjen Calophyllaceae. Inga underarter finns listade i Catalogue of Life.